# ماومولی (آرکانزاس)
ماومولی (آرکانزاس) (به انگلیسی: Maumelle, Arkansas) یک شهر در ایالات متحده آمریکا با جمعیت ۱۷٬۱۶۳ نفر است که در آرکانزاس واقع شده‌است.